# Kun Zsuzsa (táncművész)
Kun Zsuzsa (eredeti neve: Kún Zsuzsanna) (Budapest, 1934. december 9. – Budapest, 2018. december 24.) Kossuth- és Liszt Ferenc-díjas magyar táncművész, balettmester, balettigazgató, a Halhatatlanok Társulatának örökös tagja.

## Életpályája
Szülei: Kún Ferenc és Lerch Viktória voltak. Nádasi Ferenc tanította a Magyar Állami Operaház balettiskolájában 1943–1949 között. 1949-től az Operaház tagja volt, 1952–1977 között mint magántáncos. 1950–1952 között Moszkvában és Leningrádban folytatta tanulmányait. 1955–1956 között Fülöp Viktorral együtt Moszkvában, a Balett Intézetben és a Nagyszínházban volt ösztöndíjas Aszaf Messzerer, Jelizaveta Gerdt, Tamara Nyikitina és Olga Vasziljevna Lepesinszkaja tanítványaként. 1972–1979 között az Állami Balettintézet igazgatója volt, 1979-től balettmestere. 2007 óta emiritus professzor volt. 2018 őszén a Magyar Táncművészeti Egyetem szenátusa rector emerita címmel tüntette ki.
Több nemzetközi balettversenyen részt vett zsűritagként. 2010-ben jelent meg Kaán Zsuzsa: Kun Zsuzsa, a balerina című könyve.

## Színházi szerepei
A Színházi Adattárban regisztrált bemutatóinak száma: 16
- Aszafjev: Párizs lángjai....Ámor; Színésznő
- Csajkovszkij: A hattyúk tava....Pas de trois
- Prokofjev: Romeo és Júlia, Júlia
- Aszafjev: A bahcsiszeráji szökőkút....Második feleség
- Adam: Giselle....Giselle
- Hacsaturjan: Gajane....Gajane
- Weiner Leó: Csongor és Tünde....Tünde
- Falla: A háromszögletű kalap....Molnárné
- Csajkovszkij: Rómeó és Júlia....Julia
- Rimszkij-Korszakov: Seherezádé....Seherezádé
- Strauss: A cigánybáró....Táncos
- Kacsóh Pongrác: János vitéz....Szólót táncol
- Katajev: A kör négyszögesítése....Lány
- Görgey-Gádor: Részeg éjszaka....Éva
- Czomba Imre: Revans....

### Egyéb színházi szerepei
- Vaszilij Ivanovics Vajnonen: A diótörő....Hópehely; Kínai tánc; Mária hercegnő
- Messzerer: A hattyúk tava....Odette/Odilia
- Petipa: Csipkerózsika....Auróra
- Ashton: A rosszul őrzött lány....Lise
- Harangozó Gyula: Coppélia....Swanilda
- Harangozó Gyula: A keszkenő....Sári
- Harangozó Gyula: A csodálatos mandarin....Lány
- Vashegyi Ernő: Bihari nótája....Ilona
- Seregi László: Spartacus....Flavia
- Seregi László: Sylvia....Sylvia

## Filmek
- Az aranyfej (1964)

## Díjai, kitüntetései
- Liszt Ferenc-díj (1960)
- Kossuth-díj (1962)
- Érdemes művész (1968)
- Kiváló művész (1971)
- Budapestért díj (1997)
- A Táncművész Szövetség életműdíja (1998)
- A Magyar Állami Operaház Mesterművésze (2003)
- A Halhatatlanok Társulatának örökös tagja (2005)
- A Magyar Érdemrend középkeresztje a csillaggal (2013)[8]
- A XV. kerület díszpolgára [9]